# 파피루스

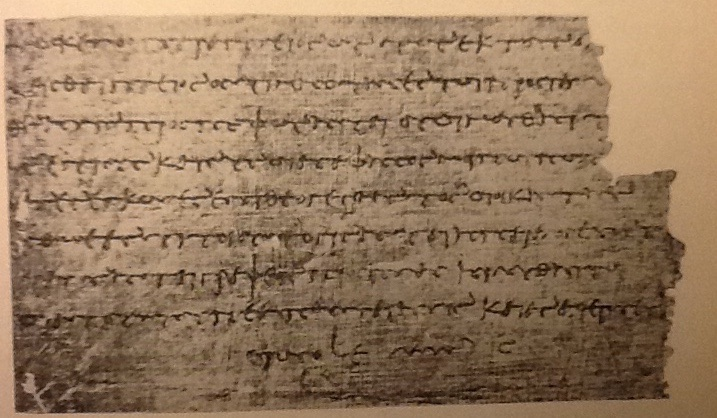
기원전 3세기 파피루스 공식 편지.

파피루스(papyrus, 아랍어: ورق البردي)는 종이가 발명되기 이전의 종이와 비슷한 매체로, 같은 이름의 갈대과의 식물 줄기를 압착하고 이를 얇게 발라내어 만든다. 파피루스 식물의 학명은 Cyperus papyrus으로서 보통 2~3m의 크기로 자란다. 나일강 삼각주에는 이 식물이 풍성하기 때문에 고대 이집트인들이 최소한 초대 왕조 이전에 발명했다. 이 파피루스를 매개로 한 고대의 문서로 책의 이전 형태인 코덱스를 만들었기 때문에, 이러한 고대의 문서들도 파피루스라 부른다. Papyrus라는 단어는 영어 단어 paper의 어원이 되었다.
파피루스 줄기를 세로로 얇게 잘라 만든 일종의 종이 대용품으로 고대 이집트에서는 각종 문서 작성에 이용하였다. 이집트의 제5왕조 시대부터 시작하여 약 3000년 이상 쓰였으며, 사용문자도 신관문자(神官文字)와 민중문자(民衆文字), 초기 아라비아 문자, 라틴 문자, 콥트(Copt) 문자 등 다양하다. 이집트어로 된 파피루스 문서는 피라미드의 왕조 고분 등지에서 출토되었다. 파피루스 문서로는 의학서, 연대록, 사자(死者)의 서(書)·시문(詩文) 등 이집트 문화와 역사 연구에 귀중한 자료가 되고 있다.

## 파피루스 아트
고대의 글쓰기 재료는 다음을 포함한다:

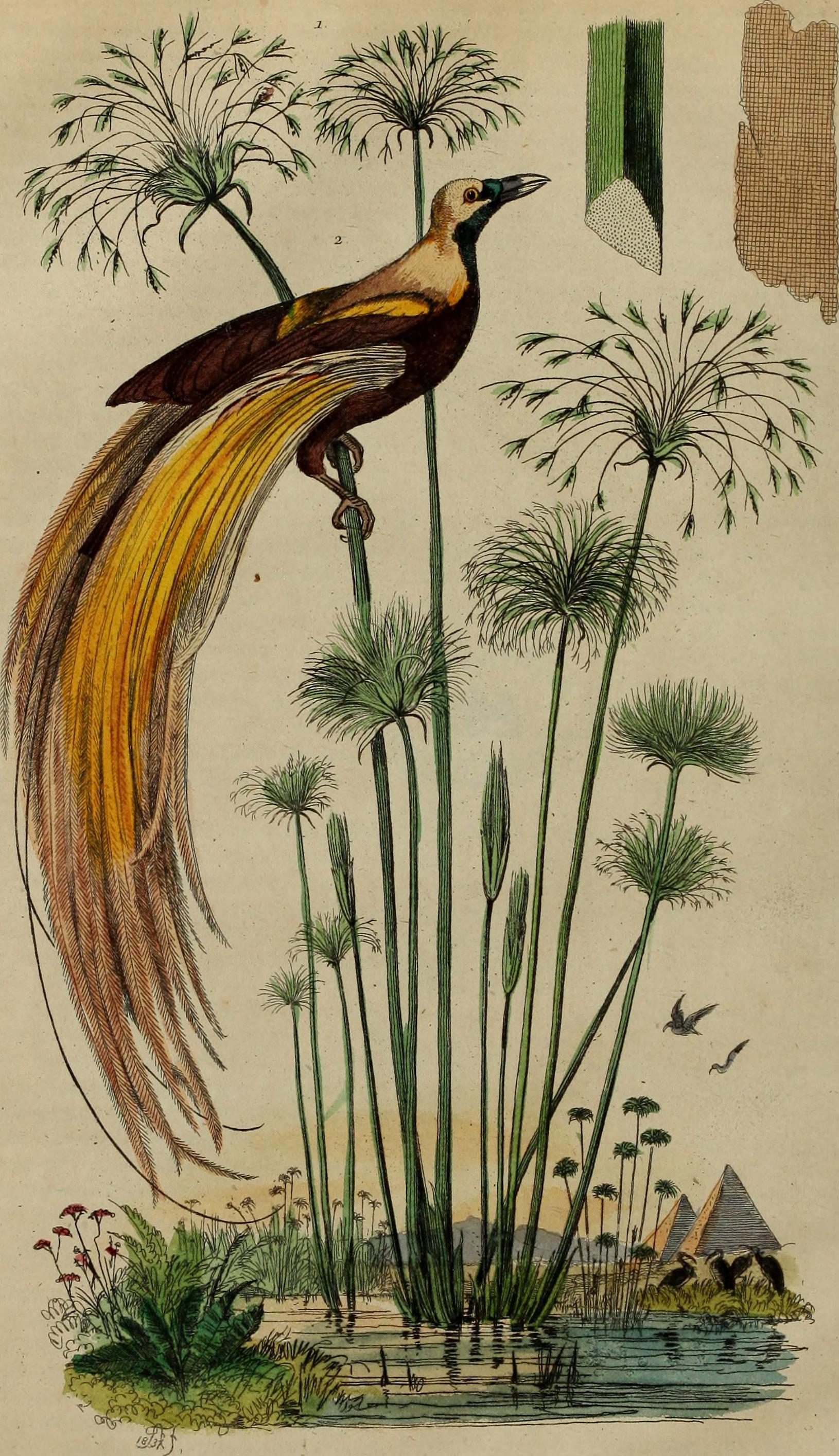
새와 식물 그림

- 야자수잎사본(Palm leaf manuscript, 인도)
- 아마틀 (Mesoamerica)
- 종이
- 도편(Ostracon)
- 밀랍 서자판(Wax tablet)
- 점토판
- 자작나무껍질문서(Birch bark document)
- 양피지

## 같이 보기
- 가이우스 플리니우스 세쿤두스
- 파피루스학
- 팔림프세스트
- 나그함마디 문서

가상인물